# Congosto De Olvena
Congosto De Olvena este o arie protejată (arie specială de conservare — SAC, sit de importanță comunitară — SCI) din Spania întinsă pe o suprafață de 1.882,78 ha, integral pe uscat.

## Localizare
Centrul sitului Congosto De Olvena este situat la coordonatele 42°06′20″N 0°17′28″E / 42.1056°N 0.291164°E.

## Înființare
Situl Congosto De Olvena a fost declarat sit de importanță comunitară în iulie 2000 pentru a proteja 7 specii de animale. Situl a fost protejat și ca arie specială de conservare în februarie 2021.

## Biodiversitate
Situată în ecoregiunea mediteraneană, aria protejată conține 8 habitate naturale: Pante stâncoase calcaroase cu vegetație casmofită, Galerii și tufărișuri riverane sudice (Nerio-Tamaricetea și Securinegion tinctoriae), Izvoare petrifiante cu formare de travertin (Cratoneurion), Râuri de munte și vegetația lor lemnoasă cu Myricaria germanica, Păduri de Quercus ilex și Quercus rotundifolia, Pseudostepă cu ierburi și specii anuale de Thero-Brachypodietea, Păduri iberice de Quercus faginea și Quercus canariensis, Matorral arborescenți cu Juniperus spp..
La baza desemnării sitului se află mai multe specii protejate:
- mamifere (5): vidră de râu (Lutra lutra), liliac cu aripi lungi (Miniopterus schreibersii), liliac cu picioare lungi (Myotis capaccinii), liliacul mediteranean cu potcoavă (Rhinolophus euryale), liliacul mare cu potcoavă (Rhinolophus ferrumequinum)
- nevertebrate (1): fluturele auriu (Euphydryas aurinia)
- pești (1): Parachondrostoma miegii

Pe lângă speciile protejate, pe teritoriul sitului au mai fost identificate 2 specii de plante, 29 de specii de păsări, 1 specie de amfibieni, 2 specii de mamifere, 3 specii de pești.